# Sarbak Gábor
Sarbak Gábor (Pécs, 1955. július 27. –) irodalomtörténész, kodikológus, 1996 óta a Szent István Társulat elnöke.

## Életútja
1973-ban érettségizett a pécsi Nagy Lajos Gimnáziumban. 1979-ben szerzett görög–latin szakos diplomát az Eötvös Loránd Tudományegyetemen.
1978-ban a Mezey László által alapított Fragmenta Codicum Kutatócsoport (utóbb MTA–OSZK Res Libraria Hungariae Kutatócsoport, 2022-től ELKH–OSZK, 2023. szeptembertől HUN-REN–OSZK Fragmenta et Codices Kutatócsoport) munkatársa lett, amelynek irányítását 2017 júliusában vette át az Országos Széchényi Könyvtár osztályvezetőjeként.
1987-ben egyetemi doktori címet, 1994-ben kandidátusi, 2015-ben nagydoktori fokozatot szerzett.

## Tudományos és oktatói munkássága
Kutatásainak középpontjában a középkori latin kódexek és kódextöredékek feldolgozása áll. Egyháztörténészként a pálos rend 1786 előtti történetével foglalkozik. Bécsben, a Vatikáni Apostoli Könyvtárban, Prágában, Münchenben és Czestochowában járt tanulmányúton. A göttweigi bencés kolostor könyvtárában folytatott kutatásai során számos pálos kéziratot és ősnyomtatványt azonosított. Kritikai kiadásban megjelentette Hadnagy Bálint pálos rendtörténetíró mirákulumgyűjteményét, Sicardus cremonai püspök liturgikus művét és a Gyöngyösi Gergely generálishoz kötődő pálos rendi alkotmányt.
Szerzőként vagy szerkesztőként több mint kétszáz publikáció fűződik nevéhez. Az 1999 óta megjelenő Középkori keresztény írók című sorozat szerkesztője.
Az Eötvös József Collegiumban középkori latin szövegolvasási gyakorlatot, az ELTE Könyvtártudományi Tanszékén 1987 és 2003 között középkori könyv-, könyvtár- és latin írástörténeti előadásokat tartott. A Pázmány Péter Katolikus Egyetemen középkori latin irodalomtörténetet adott elő 1997 és 1999 között.

## Társasági tagságai
1996-ban a Szent István Társulat elnökévé, 2016-ban a Szent István Tudományos Akadémia másodelnökévé választották. 2006 óta a pálos rend konfrátere.

## Elismerései
2022-ben elnyerte a Magyar Katolikus Püspöki Konferencia Pro Cultura Christiana díját.

## Főbb művei

### Szövegkiadások
- Miracula Sancti Pauli primi heremite. Hadnagy Bálint pálos rendi kézikönyve, 1511. Kossuth Egyetemi Kiadó, Debrecen, 2003.
- Sicardus Cremonensis: Mitralis de officiis. Brepols, Turnhout, 2008. (Corpus Christianorum Continuatio Mediaevalis) (Lorenz Weinrichhel)
- Formularium maius Ordinis Sancti Pauli primi heremite. Textedition des Pauliner-Formulariums aus der ersten Hälfte des 16. Jahrhunderts (Cod. Lat. 131. der Universitätsbibliothek zu Budapest). Mit einem Anhang: Fragmentum formularum Strigoniense Paulinorum. Szent István Társulat, Budapest, 2013. (Művelődéstörténeti műhely. Rendtörténeti konferenciák) (F. Romhányi Beatrixszal)
- Declarationes constitutionum. Gyöngyösi Gergely és a pálos rend alkotmánya (Editio critica cum commentariis). Akadémiai doktori értekezés, 2014.

### Szerkesztett kötetek
- Pálos rendtörténeti tanulmányok. Válogatás a Budapesten, 1991. október 4–5-én megrendezett II. Nemzetközi Pálos Rendtörténeti Szimpózium anyagából. Stylus Nyomda, Csorna, 1994. (Varia Paulina)
- Gregorius (Coelius Pannonius): Annotationes in regulam divi Augustini episcopi, hungarico sermone luculentissime donatam, in gratiam fratrum eremitarum ordinis Sancti Pauli primi eremite. Státus, Csíkszereda, 2001. (Csíksomlyói Ferences Kolostor kincsei)
- Decus solitudinis. Pálos évszázadok. Szent István Társulat, Budapest, 2007. (Művelődéstörténeti műhely. Rendtörténeti konferenciák) (Őze Sándorral)
- A pécsi egyházmegye története. A középkor évszázadai. 1009–1543. Fény Kft., Pécs, 2009. (Fedeles Tamással és Sümegi Józseffel)
- Der Paulinerorden. Geschichte, Geist, Kultur. Szent István Társulat, Budapest, 2010. (Művelődéstörténeti műhely. Rendtörténeti konferenciák)
- Ünnepi kötet Maróth Miklós hetvenedik születésnapja tiszteletére. Szent István Társulat, Budapest, 2013. (Fodor Györggyel)
- Thomas a Kempis: Isten felé. Kis rózsakert. Szent István Társulat, Budapest, 2016.
- Pálosaink és Pécs. Szent István Társulat, Budapest, 2016. (Művelődéstörténeti műhely. Rendtörténeti konferenciák)
- Pálos kalauz. Magyar Pálos Rend – Országos Széchényi Könyvtár, Pécs–Budapest, 2019. (Sudár Annamáriával)

### Fordítások
- Augustinus: A boldog életről / A rendről / A türelemről. Jel, Budapest, 2019. (Ókeresztény örökségünk) (Fodor Nórával és Tuba Ivánnal)